# Абайский сельский округ (Северо-Казахстанская область)
Абайский сельский округ (каз. Абай ауылдық округі) — административная единица в составе Тайыншинского района Северо-Казахстанской области Казахстана. Административный центр — село Карагаш.
Население — 1702 человека (2009, 2220 в 1999, 2810 в 1989).

## Социальные объекты
В сельском округе имеются фельдшерско-акушерский пункт и 2 медицинских пункта.
Функционируют средняя и 2 основные школы. При школах действуют мини-центры.
Имеется музей в честь заслуженного писателя и земляка Жакана Сыздыкова.

## Общественные объединения
- Совет ветеранов.
- Совет женщин.
- Совет молодежи.

## Религиозные объединения
- Филиал РО «Духовное управление мусульман Казахстана» мечеть Жум-Жума кажы село Карагаш.
- Филиал римско-католического прихода «Святых апостолов Петра и Павла» село Калиновка.
- Филиал римско-католического прихода «Святых апостолов Петра и Павла» село Константиновка[3].

## История
26 октября 1934 года образован Абайский сельский совет. 24 декабря 1993 года решением главы Кокчетавской областной администрации образован Абайский сельский округ.
В состав сельского округа была присоединена часть территории ликвидированного Терновского сельского совета Чкаловского района (село Тапшыл).

## Состав
В состав округа входят следующие населённые пункты:
| Населенный пункт     | Население, человек (1989) | Население, человек (1999) | Население, человек (2009) |
| -------------------- | ------------------------- | ------------------------- | ------------------------- |
| Калиновка, село      | 827                       | 702                       | 509                       |
| Карагаш, село        | 1347                      | 979                       | 780                       |
| Константиновка, село | 489                       | 420                       | 330                       |
| Тапшыл, село         | 147                       | 119                       | 83                        |